# Meine Frau, die Hochstaplerin
Pour plus de détails, voir Fiche technique et Distribution.
Meine Frau, die Hochstaplerin (titre français : Ma femme chevalier) est un film allemand réalisé par Kurt Gerron sorti en 1931.
Il s'agit de la version allemande du film français, coproduit avec l'Allemagne, Ma femme... homme d'affaires réalisé par Max de Vaucorbeil sorti l'année suivante (le film allemand a pour titre secondaire Ma femme est un homme d'affaires).

## Synopsis
Le couple Bergmann vit dans des conditions modestes. Peter Bergmann est un simple employé de banque. Cependant, sa femme Jutta avait des plans plus élevés pour leur bien-aimé. Pour ce but, elle n'hésite pas à mentir. Lorsqu'elle rencontre le fabricant de saucisses Marty, elle transforme rapidement l'employé de banque Peter en directeur de banque. La société Marty va très mal et la connaissance de l'épouse d'un directeur de banque est parfaite. Les premiers plans sont faits lors d'une réunion dans un hôtel de luxe. Jutta fait également la connaissance de la chanteuse Ileana Knast dans cet hôtel. Ileana est triste parce que son mari ne la laisse plus apparaître comme chanteuse. Lorsque Jutta apprend que ce monsieur Knast possède une usine de moutarde, son fantasme de carrière prend un nouvel élan. Elle commence à réconcilier le couple brouillé. Avec l'amitié nouvellement acquise avec le couple Knast, il est facile pour eux de combiner la saucisse avec la moutarde. Et son mari, Peter, devient enfin directeur de la nouvelle usine Marty, qui est censée produire la moutarde avec la saucisse.

## Fiche technique
- Titre : Meine Frau, die Hochstaplerin
- Réalisation : Kurt Gerron assisté d'Erich Holder (de)
- Scénario : Ernst Wolff, Fritz Zeckendorf, Philipp Lothar Mayring
- Musique : Willi Kollo
- Direction artistique : Otto Erdmann, Hans Sohnle (de)
- Photographie : Karl Puth (de), Eugen Schüfftan
- Son : Walter Tjaden
- Montage : Konstantin Mick
- Production : Bruno Duday
- Sociétés de production : UFA
- Société de distribution : UFA
- Pays d'origine : Allemagne  République de Weimar
- Langue : allemand
- Format : Noir et blanc - 1,20:1 - Mono - 35 mm
- Genre : Comédie
- Durée : 91 minutes
- Dates de sortie :
  - Allemagne  République de Weimar : 18 septembre 1931.
  - Danemark : 16 novembre 1931.
  - Hongrie : 30 novembre 1931.
  - Suède : 2 janvier 1932.
  - Finlande : 31 janvier 1932.
  - France : 15 juillet 1932[1].

## Distribution
- Käthe von Nagy : Jutta Bergmann
- Heinz Rühmann : Peter Bergmann
- Hermann Vallentin : Marty
- Alfred Abel : M. Knast
- Maly Delschaft : Ileana Knast
- Theo Lingen : Le manager d'Ileana
- Fritz Grünbaum (de) : M. Silbermann
- Hans Wassmann : Dr. Sommer, neurologue
- Fritz Alberti : Le directeur de la banque
- Else Heims : Mme Klaffke